# Huub Smeets
Huub Smeets (Sittard, 20 september 1953) is een voormalig Nederlands profvoetballer. Hij stond zowel onder contract bij MVV, Fortuna Sittard als Roda JC.
Smeets was vooral succesvol bij Fortuna Sittard, nadat hij in 1981 over was gekomen van DS'79. Als vervanger van Hans Engbersen maakte hij in zijn eerste seizoen twintig doelpunten waarmee hij een belangrijk aandeel had in de promotie naar de Eredivisie. Op het hoogste niveau wist Fortuna zich te handhaven en er werd zelfs een achtste plaats behaald. Smeets werd opnieuw clubtopscorer met dertien doelpunten. In 1984 vertrok hij echter bij Fortuna, nadat hij weigerde te voetballen in de finale van de KNVB beker. Hij kon zich niet vinden in de hoogte van de winstpremies, waarna de club besloot hem halsoverkop te verkopen aan MVV.
In het seizoen 1986-1987 haalde Roda JC Smeets naar Kerkrade en behaalde met de club nog drie succesvolle seizoenen met o.a. de finale om de KNVB Beker 1988 en de Europacup II wedstrijden in het seizoen 1988-1989. Aan het einde van dat seizoen beïndigde Smeets zijn prof cariëre.

## Profstatistieken
| Seizoen | Club               | Land             | Competitie     | Wed. | Goals |
| ------- | ------------------ | ---------------- | -------------- | ---- | ----- |
| 1974/75 | MVV                | Nederland        | Eredivisie     | 16   | 6     |
| 1975/76 | MVV                | Nederland        | Eredivisie     | 24   | 11    |
| 1976/77 | AZ '67             | Nederland        | Eredivisie     | 16   | 2     |
| 1977/78 | MVV                | Nederland        | Eerste divisie | 35   | 16    |
| 1978/79 | MVV                | Nederland        | Eredivisie     | 12   | 0     |
| 1979    | Los Angeles Aztecs | Verenigde Staten | NASL           | 24   | 8     |
| 1979/80 | DS '79             | Nederland        | Eerste divisie | 29   | 18    |
| 1980/81 | DS '79             | Nederland        | Eerste divisie | 26   | 14    |
| 1981/82 | Fortuna Sittard    | Nederland        | Eerste divisie | 34   | 20    |
| 1982/83 | Fortuna Sittard    | Nederland        | Eredivisie     | 32   | 13    |
| 1983/84 | Fortuna Sittard    | Nederland        | Eredivisie     | 24   | 7     |
| 1984/85 | MVV                | Nederland        | Eredivisie     | 3    | 0     |
| 1984/85 | FC Den Haag        | Nederland        | Eerste divisie | 30   | 18    |
| 1985/86 | MVV                | Nederland        | Eredivisie     | 28   | 12    |
| 1986/87 | MVV                | Nederland        | Eerste divisie | 2    | 1     |
| 1986/87 | Roda JC            | Nederland        | Eredivisie     | 24   | 4     |
| 1987/88 | Roda JC            | Nederland        | Eredivisie     | 27   | 5     |
| 1988/89 | Roda JC            | Nederland        | Eredivisie     | 15   | 1     |
| Totaal  | Totaal             | Totaal           | Totaal         | 401  | 156   |